# Françoise di Brézé

Arma dei Brézé

Françoise di Brézé, duchessa di Bouillon, contessa di Maulévrier, baronessa di Mauny e Serignan (1515 – 14 ottobre 1577), è stata una nobildonna francese.

## Biografia
Era la figlia di Luigi di Brézé, Gran siniscalco di Normandia, e della sua seconda moglie, Diana di Poitiers (favorita di Enrico II).

## Matrimonio
Sposò, il 19 gennaio 1538 nella cappella del Louvre a Parigi, Robert IV de la Marck (15 gennaio 1512–4 novembre 1556), duca di Bouillon, conte di Braine e Maulévrier, figlio di Robert III de la Marck. Ebbero nove figli:
- Enrico Roberto de La Marck (1540-1574); succedette ai titoli paterni e sposò Françoise di Borbone, figlia di Luigi, duca di Montpensier.
- Carlo Roberto de la Marck (1541-1622); succedette ai titoli materni.
- Antonietta de la Marck (1542-1591), sposò Enrico I di Montmorency, ebbero due figlie;
- Guglielmina de la Marck (1543-1544);
- Diana de la Marck (1544-1612), sposò in prime nozze Jacques de Cleves, in seconde nozze Henri Antoine de Clermont e in terze nozze Jean Babou;
- Guglielmina de la Marck (1545-1592), sposò Jean di Brienne;
- Francesca de la Marck (1547-?), badessa di Avenay-Val-d'Or[2];
- Caterina de la Marck (1548-?), sposò Jacques di Harlay;
- Cristiano de la Marck.

Alla morte del marito esercitò la reggenza a Sedan, fino alla maggiore età del figlio. Si dimostrò essere una buona amministratrice. Sotto la sua reggenza venne costruita la Rue Neuve Clock, la prima strada asfaltata di Sedan.

## Morte
Morì il 14 ottobre 1577. Fu sepolta nella tomba di famiglia della sua matrigna, nell'Abbazia di Sant'Evodio.